# Öreg gyilkos, nem vén gyilkos
Az Öreg gyilkos, nem vén gyilkos (eredeti cím: The Retirement Plan) 2023-as amerikai bűnügyi filmthriller, amelyet Tim Brown írt és rendezett. A főbb szerepekben Nicolas Cage, Ron Perlman, Ashley Greene, Jackie Earle Haley, Grace Byers, Ernie Hudson, Lynn Whitfield, Joel David Moore és Thalia Campbell látható.
Az Amerikai Egyesült Államokban 2023. szeptember 15-én debütált a mozikban. Magyarországon a Mozi+ mutatta be 2024. október 17-én.

## Cselekmény
Ashley a férje, Jimmy és barátja menekülő sofőrjeként tevékenykedik. Férje elfogását követően Ashley-nek és kislányának, Sarah-nak Ashley elhidegült, megözvegyült apjától, Matt-től kell segítséget kérnie. Mivel nem tud mindkettőjüknek jegyet venni, Ashley egyedül küldi Sarah-t a nagyapjához. Sarah rátalál Mattre, aki a Kajmán-szigeteken éli nyugdíjas tengerparti csavargó életét. Hamarosan Ashley-t elfogják, és a bandafőnök, Donnie rájön, hogy a bizonyíték, amit keres, a Kajmán-szigeteken van. A hadnagyát, Bobót és a „tábornokot” elküldik, hogy felkutassák őket és szerezzék vissza a merevlemezt.
A dolgok nem teljesen a tervek szerint alakulnak. Matt megtámadja és megöli a tábornokot, és egyedü Bobo marad életben. Megszökik Sarah és Matt teherautójával. Bobo tájékoztatja Donnyt a helyzetről, Donny pedig azt tanácsolja neki, hogy lapuljon meg, amíg oda nem ér. Minél több időt tölt Ashley Matt-tel, annál inkább rájön, hogy a férfinak titkos múltja van, amiről semmit sem tudott.
Matt felkeresi Drisdale-t, az összekötőjét, hogy több információt szerezzen Donnyról és a csapatáról. Miután Matt megölte Donny néhány emberét, újra találkozik barátjával, Joseph-fel, és megtudja, hogy Donny egy Hector nevű nőnek dolgozik. Donny és az emberei megtámadják Matt-et, Joseph-et és Ashley-t, de Matt végez velük.
Sarah-nak sikerül elmenekülnie Bobo elől, akit Ashley megöl, de aztán Ashley-t és Sarah-t elfogja Donny, aki Hector táborába viszi őket. Matt megtámadja Hector táborát, majd Donny és Hector kivételével mindenkit megöl. Donnynak sikerül elfognia Mattet, és lelövi Hectort, de aztán Fitzsimmons megöli, akit aztán Drisdale lelő, és rájön, hogy Fitzsimmons egy tégla (és megöli Hectort, hogy eltüntesse a nyomait). Drisdale főnöke megérkezik, és átveszi a meghajtót, és elmagyarázza, hogy azt a politikai karrierje elősegítésére fogja felhasználni.

## Szereplők
| Szerep            | Színész              | Magyar hang        |
| ----------------- | -------------------- | ------------------ |
| Matt              | Nicolas Cage         | Csankó Zoltán      |
| Ashley            | Ashley Greene        | Bogdányi Titanilla |
| Sarah             | Thalia Campbell      | Schmidt Karolina   |
| Bobo              | Ron Perlman          | Faragó András      |
| Donnie            | Jackie Earle Haley   | Epres Attila       |
| Joseph            | Ernie Hudson         | Papp János         |
| Hector            | Grace Byers          | Solecki Janka      |
| Francine Drisdale | Lynn Whitfield       | Vándor Éva         |
| Fitzsimmons       | Joel David Moore     | Fekete Zoltán      |
| Jimmy             | Jordan Johnson-Hinds | Maday Gábor        |
| Christopher       | Rick Fox             | Törköly Levente    |

### Magyar változat
- Magyar szöveg: Fülöp Aron
- Hangmérnök és vágó: Katona Tamás
- Gyártásvezető: Gémesi Krisztina
- Szinkronrendező: Derzsi Csilla
- Produkciós vezető: Komlósi Gergő

A szinkront a Direct Dub Studios készítette el.

## A film készítése
A film producerei William G. Santor, a Productivity Media vezérigazgatója és Nicholas Tabarrok, a Darius Films elnöke voltak, akik több filmre szóló szerződést kötöttek a Kajmán-szigetek területi hatóságaival. A filmet a Kajmán-szigeteken forgatták 2021-ben, kevesebb mint 20 millió dolláros költségvetésből.

## Bemutató
2023. szeptember 15-én jelent meg az Egyesült Államokban. Korábban 2023. augusztus 25-re volt kitűzve a megjelenése.
A film a nyitóhétvégén 1175 moziban 745 ezer dollárt termelt, ami minden idők legrosszabb eredménye egy Cage-film szélesvásznú bemutatóján.